# Abû Hafs `Umar ben Yahyâ
Vous pouvez aider à l'améliorer ou bien discuter des problèmes sur sa page de discussion.
- Les conventions bibliographiques ne sont pas respectées. La bibliographie et les liens externes sont à corriger. (Marqué depuis février 2025)
- La traduction doit être revue. Le contenu est difficilement compréhensible à cause d’erreurs de traduction, peut-être dues à l’utilisation d’un logiciel de traduction automatique. (Marqué depuis février 2025)

Omar Ier al-Mustansir ou Abû Hafs Umar Ier al-Mustansir, arabe : أبو حفص عمر بن يحيى , (décédé en 1295) est le sixième dirigeant de l' État hafside d'Ifriqiya en 1284-1295, et le cinquième calife hafside .

## Biographie
Omar Ier est le fils d' Abû Zakariyâ Yahyâ et le frère d' Abû Ishâq Ibrahim I.
En 1284, l'usurpateur du trône Ahmad ibn Abu Umar perd le soutien des Bédouins et la noblesse appele Omar Ier sur le trône. Les chroniques de l'époque le décrivent comme un homme pieux et pacifique qui a su restaurer le pouvoir central dans l'État et qui se soucie beaucoup de l'architecture religieuse.
Au début de son règne, les Catalans s'emparent de l'île de Djerba et parviennent à un accord, selon lequel les chrétiens sont autorisés à s'installer en Tunisie. En 1285, le calife rétablit le paiement du tribut par les Égyptiens vers les Hafsides, qu'ils payaient auparavant aux Capétiens de Sicile. 
En 1285, Abu Zakariya Yahya, fils d' Ibrahim Ier et neveu d'Omar Ier se révolte avec le soutien des voisins arabes des Hafsides et capture toute la partie occidentale des domaines du calife, y compris Béjaïa et Constantine. En 1286, Abu Zakariya Yahya attaque Tunis, la capitale des Hafsides, mais est repoussé et contraint de fuir vers le sud, où il s'empare de Gabès. Il est alors contraint de quitter la Tripolitaine car sa capitale, Béjaïa, est attaquée par les Abdalwadides de Tlemcen, alliés nominaux et vassaux des Hafsides.
À cette époque, certains cheikhs étaient devenus pratiquement indépendants à Tozeur, Gabès et la région du Djérid, et les Arabes du sud et de Tripolitaine sont ouvertement hostiles au calife. Pour s’assurer de leur loyauté, Omar Ier leur donne de nouvelles terres et concède des allégements fiscaux.
En 1286-1287, le royaume d'Aragon conclut une alliance avec les Mérinides du Maroc, espérant s'emparer de la côte de l'Ifriqiya. Les Aragonais soutiennent un prétendant au trône de Tunisie nommé Ibn al-Dabus, un prince almohade réfugié à la cour catalane, mais leur tentative de renverser le calife est un échec.
Entre-temps, Abu Zakariya Yahya reprend le contrôle de la totalité du territoire au sud de Constantine en 1294, et le souverain de Gabès reconnait également la suzeraineté de l'émir de Béjaïa.
Omar Ier meurt en 1295; Abu Asid Muhammad II, fils posthume de Yahya II, lui succède sur le trône.

## Sources
- L'histoire du Moyen-Orient : études sur la société, l'économie et le droit du Moyen-Orient. Roxanne Éléni; Sabra, Adam; Parasite, Pétra. Brill, 2010.  (ISBN 9004184279) .
- Histoire du Maghreb à l'époque islamique. Abun-Nasr, Jamil M. Cambridge University Press, 1987.  (ISBN 0521337674) .

- (ru) Cet article est partiellement ou en totalité issu de l’article de Wikipédia en russe intitulé « Абу Хафс Умар I аль-Мустансир » (voir la liste des auteurs).